# روكي تومسون
روكي تومسون هو لاعب هوكي الجليد كندي، ولد في 8 أغسطس 1977 في كالغاري في كندا.

## وصلات خارجية
- روكي تومسون على موقع دوري الهوكي الوطني (الإنجليزية)
- روكي تومسون على موقع EliteProspects.com (الإنجليزية)
- روكي تومسون على موقع HockeyDB.com (الإنجليزية)
- روكي تومسون على موقع Hockey-Reference.com (الإنجليزية)